# 露西拉
艾妮婭·奧蕾莉婭·加蕾莉婭·露西拉（Annia Aurelia Galeria Lucilla，148/150年—182年）是羅馬皇帝馬可·奧理略與皇后小福斯蒂娜的女兒，康茂德的姊姊。
露西拉的父親與盧基烏斯·維魯斯皆被安敦寧·畢尤認為養子。兩人於161年共同繼位，三年後奧理略將露西拉嫁給維魯斯作為皇后。維魯斯於169年去世，同年奧理略再度將她嫁給執政官提比略·克勞狄·龐培阿努斯。180年露西拉的弟弟康茂德繼位，羅馬政局逐漸動盪；182年，露西拉企圖發動政變推翻康茂德失敗。她的共謀者兼刺客Quintianus接近康茂德時脫口而出：「這是元老院賜給你的——」使康茂德的護衛搶先一步制伏他，政變的同謀普布利烏斯·塔魯提努斯·帕特努斯、馬爾庫斯·烏米迪烏斯·夸德拉圖斯等人事後皆遭到處決。露西拉被流放到卡普里島，並在那裡被康茂德派出的刺客所殺。